# Joaquima Andreu
Joaquina Andreu Espinosa ( Barcelona, 3 de abril de 1916 -2001) fue una atleta catalana pionera del atletismo en los años 30 en España.

## Biografía
Joaquina Andreu Espinosa procedía de una familia de atletas y contaba con una condición física natural que ayudó a que destacara tanto en pista como en cross o en campo a través. Fue subcampeona en 1933 en la primera prueba de cross convirtiéndose en la primera deportista del atletismo femenino en pruebas de campo a través. Practicó atletismo hasta 1940 cuando en la Ramblas de Barcelona empezó con un puesto de flores hasta 1970.
Comenzó deportivamente en el club de su barrio, el Sarrià Esportiu. En 1933 participó en el campeonato de Barcelona de Cross-country con un recorrido aproximado de 2.500 m. Esta carrera fue la única de su vida deportiva de la que no logró ser la ganadora.
En 1934 ganó los Campeonatos de Cataluña y repetirá en el mismo año y en 1936. En esta última edición defiende los colores de la Peña Saprisa. Durante este mismo año 1934, participa en el Cross Internacional y terminó ganadora. En 1935 ganó el Campeonato de España de Cross, prueba que se convirtió en emblemática en la que participaron únicamente atletas de Cataluña.
Durante los años de la Guerra Civil Española, 1936 y 1939, Joaquima Andreu continuó participando en carreras pero de forma no oficial, aunque tampoco aquí, durante todo este período, conoció la derrota. La atleta barcelonesa dejó su práctica deportiva de atletismo en el mismo momento en que terminó la Guerra Civil, pero no por eso perdió su popularidad. De 1939 a 1970 trabajó en la Rambla como florista, lo que le permitió mantener el contacto con la gente de la ciudad a la vez que perpetuaba su carrera deportiva.
Si Joaquina Andreu hubiera podido vivir su juventud en otra época, habría sido probablemente una deportista con mucha más proyección que la que llegó a tener, que no fue poca. Las dificultades sociales de ese momento, añadidas a las que había y todavía perduran para las mujeres y el deporte, redujeron la posibilidad de unos hitos deportivos que sus cualidades y su talento le habrían garantizado.
Murió en 2001.

## Reconocimientos
- Batió los récords de Catalunya de 300, 600 y 800 metros, rebajados posteriormente por la famosa Maria Torremadé, sin que ella los defendiera.
- Obtuvo el récord de 800 m del estado español, con un tiempo de 2,36,2 en 1936.
- En 1987 la Generalidad de Cataluña otorgó una medalla conmemorativa a un conjunto de deportistas que habían contribuido al progreso del deporte catalán.[6]